# 2688 Halley
2688 Halley је астероид главног астероидног појаса чија средња удаљеност од Сунца износи 3,166 астрономских јединица (АЈ).
Апсолутна магнитуда астероида је 11,6.